# Spitzkletten-Rispenkraut

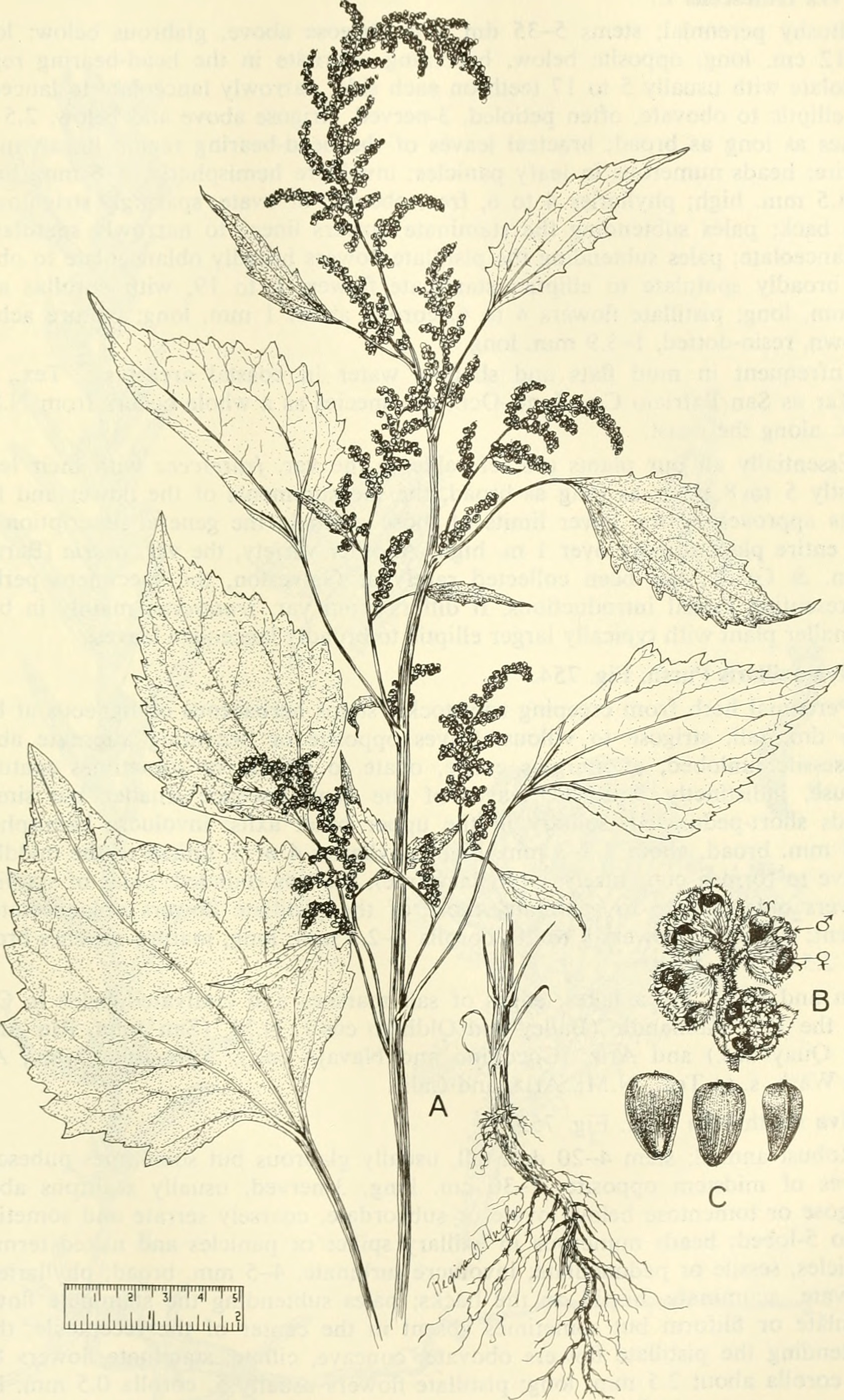
Illustration

Das Spitzkletten-Rispenkraut (Iva xanthiifolia), auch Schlagkraut genannt, ist eine Pflanzenart aus der Familie der Korbblütler (Asteraceae).

## Beschreibung

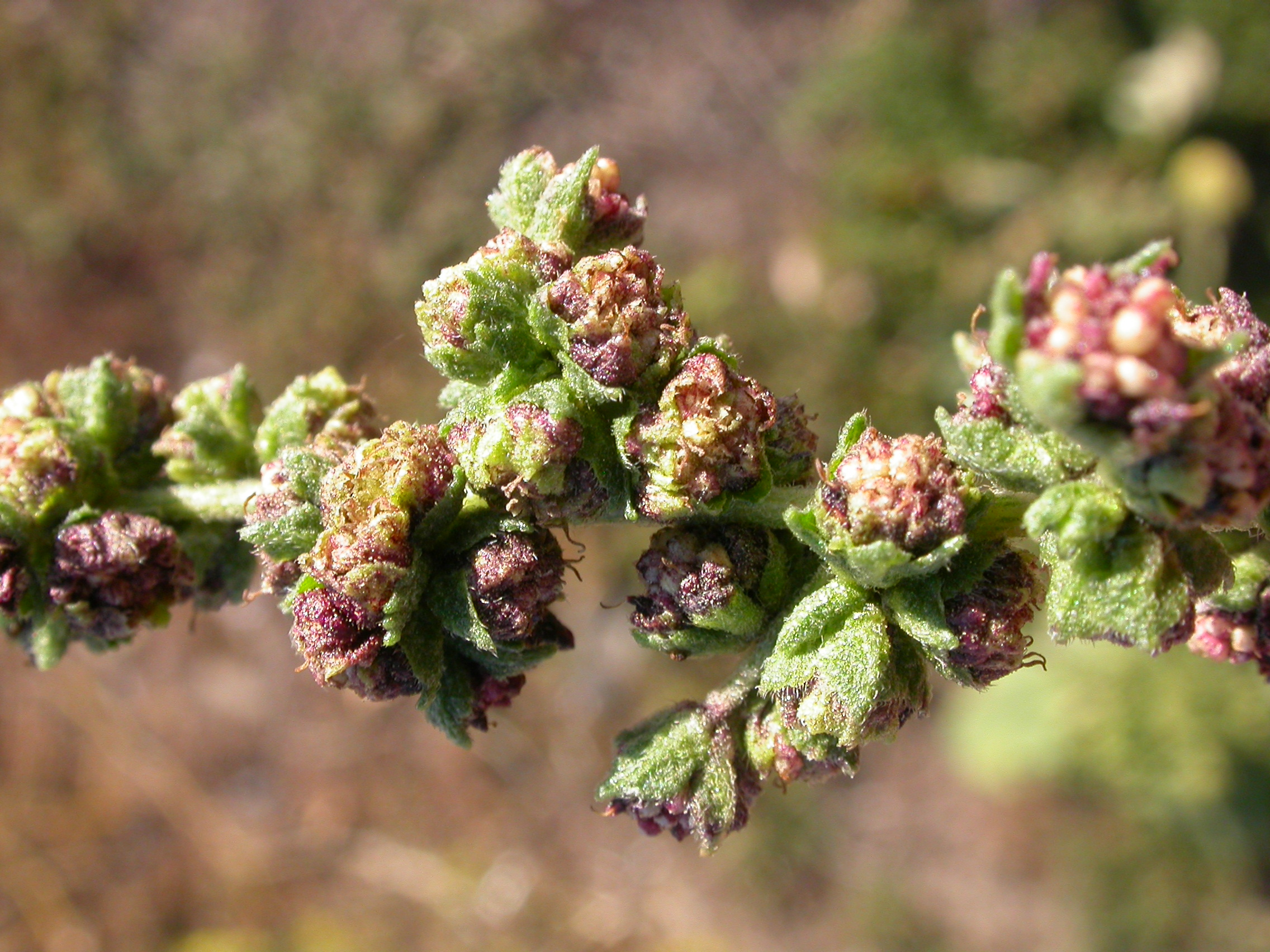
Nahaufnahme einiger Blütenkörbe

Die Pflanzen sind einjährig, krautig und haben einen aufrechten Stängel, der 0,5 bis über 2 m hoch werden kann. Der Stängel ist im unteren Abschnitt kahl, aber oberseits im Bereich der Blütenstände zerstreut zottig behaart. Die Laubblätter sind meistens gegenständig, jedoch sind die oberen oft mehr oder weniger wechselständig. Die Blätter haben einen oft recht langen Stiel und eine ei- bis herz-, pfeilförmige oder dreieckige, manchmal leicht gelappte, spitze bis zugespitzte, bis zu 20 Zentimeter große Spreite. Der Blattrand ist grob und oft unregelmäßig gesägt. Die Blätter sind von graugrüner Farbe und mehr oder weniger kurzhaarig, borstig.
Die kleinen, breit-glockenförmigen und dichten Blütenkörbchen sind unauffällig gefärbt, jedoch oft sehr zahlreich in end- oder achselständigen, ährenartigen und rispigen Blütenständen angeordnet. Die kelchartige, zweikreisige Hülle der Körbchen besteht aus ungleichen 5 äußeren und 5 inneren, bootförmigen, mehr oder weniger behaarten Blättern. Der Korbboden ist leicht gewölbt. Die eingeschlechtlichen Röhrenblüten sind unscheinbar. Nur die wenigen äußeren Blüten sind weiblich mit reduzierter Krone und bringen Achänen hervor; innen im Körbchen stehen bis zu 20 gelbliche, männliche Blüten. Es sind Spreublätter vorhanden. Die etwas abgeflachten, kahlen bis leicht behaarten Achänen sind etwa 2,3–3,3 mm lang, verkehrt-ei- oder keilförmig und schwarz; sie haben keinen Pappus.
Die Chromosomenzahl beträgt 2n = 36.

## Ökologie
In Deutschland kommt das Spitzkletten-Rispenkraut vor allem an Ruderalstandorten sowie in Weg- und Straßenrändern vor; es gilt als nährstoffanspruchsvoll und benötigt volle Besonnung.

## Vorkommen
Die Art ist ursprünglich wahrscheinlich in den westlichen Vereinigten Staaten beheimatet und hat sich von dort auf andere Teile des nördlichen Nordamerikas ausgebreitet. Mitte des 19. Jahrhunderts wurde sie in Mitteleuropa adventiv angetroffen; frühe Vorkommen wurden auf Verwilderungen aus botanischen Gärten zurückgeführt. Es wird allerdings davon ausgegangen, dass erst mehrfache Einschleppungen mit Getreide zu einer weiten Verbreitung in Europa geführt haben. Der Schwerpunkt des sekundären Areals liegt im östlichen Europa. In Deutschland gibt es vor allem in oden östlichen Bundesländern eingebürgerte Vorkommen; in anderen Teilen Deutschlands tritt sie meist unbeständig auf.

## Systematik
Die Erstveröffentlichung erfolgte 1818 durch Thomas Nuttall. Ein häufig zu findendes Synonym für Iva xanthiifolia Nutt., das jedoch nach Ansicht einiger Autoren nicht auf demselben Typusbeleg basiert, ist Cyclachaena xanthiifolia Fresenius.